# Sainte-Bernadette (cotre)
La Sainte-Bernadette est la dernière chaloupe crevettière du port de Honfleur. C'est un cotre à voile aurique construit en 1926 et certainement le plus ancien bateau de pêche de Basse-Normandie ayant fonctionné à la voile encore en état... Cette grande chaloupe fut restaurée de 1990 à 1992 par l'association loi de 1901 "La chaloupe d'Honfleur" à qui elle appartient.
La Sainte-Bernadette est classée monument historique depuis le 18 octobre 1983.

## Histoire
Cette chaloupe a été construite en 1926 sur le chantier naval Eugène Métérie de Honfleur pour le compte du patron Adrien Merieult. La coque est en chêne et en pin d'Oregon et les membrures sont en acacia. Elle fut lancée sous le nom de baptême La Serge-Olivier. Elle prit le nom de Sainte-Bernadette après sa vente au patron Jacques Cauchois de Honfleur.
Presque totalement détruite pendant la Seconde Guerre mondiale, la coque fut rachetée en 1989 par l'association La Chaloupe d'Honfleur qui entreprit sa restauration de 1990 à 1992 dans le cadre du concours Bateaux du patrimoine des côtes de France organisé par le magazine Chasse-Marée  à l'occasion du rassemblement de gréements traditionnels de Brest 1992.
La restauration respecta les traditions de la charpenterie de marine et elle fut remise en état dans ses caractéristiques premières sur sa quille d'origine.
Elle fut mise à l'eau en 1991 et participa aux fêtes maritimes de Brest de 1992. 

Le cotre Sainte-Bernadette y obtint le 2e prix de sa catégorie et le 4e pour sa restauration.
Une maquette est visible au musée de la Marine de Honfleur dans l'ancienne église Saint-Étienne, en bordure du Vieux Bassin.

## Autres caractéristiques
- Inscription d'origine : HO.58.
- Coque : noire, avec moustache blanche.
- Grand mât: 11 m.
- Bôme : 7,40 m.
- Voilure : grand voile = 38,00 m2, trinquette = 10,50 m2, foc = 19,70 m2 et flêche = 12,30 m2.